# Mariusz Rosiak
Mariusz Rosiak (ur. 3 lutego 1973 w Białogardzie) – polski piłkarz grający na pozycji napastnika.
Grał w Głazie Tychowo, Gwardii Koszalin, Dyskobolii Grodzisk Wielkopolski, Aluminium Konin, Chemiku Police, a także Unii Janikowo.
W polskiej I lidze rozegrał w barwach Dyskobolii 39 meczów i zdobył 4 bramki.